# 치네토로마노
치네토로마노(이탈리아어: Cineto Romano)는 이탈리아 라치오주 로마현에 위치한 코무네다. 로마로부터 북동쪽 40 km 거리에 있다. 1882년까지 스카르페(Scarpe)라는 명칭이었다.